# Derna (gmina)
Derna – gmina w Rumunii, w okręgu Bihor. Obejmuje miejscowości Derna, Dernișoara, Sacalasău, Sacalasău Nou i Tria. W 2011 roku liczyła 2616 mieszkańców.